# Christine Nöstlinger
Christine Nöstlinger, född 13 oktober 1936 i Wien, Österrike, död 28 juni 2018 i Wien, var en österrikisk författare av barn- och ungdomslitteratur. Hon skrev över hundra böcker, varav ett sjuttiotal har översatts till svenska.

## Biografi
Christine Nöstlinger kallade sig själv ett ”vilt och argt barn”. Hon växte upp i Wiens arbetarmiljö. Fadern var urmakare och modern förskollärare. Christine Nöstlinger tog studentexamen och läste bruksgrafik vid Akademie für Angewandte Kunst i Wien. Efter ett första äktenskap och en skilsmässa gifte hon sig 1961 med journalisten Ernst Nöstlinger. Hon fick två döttrar. Fram till sin död bodde Nöstlinger växelvis i Wien-Brigittenau och på en bondgård i Altmelon i Niederösterreich. Hon skrev främst barn- och ungdomsböcker och arbetade även för tv, radio och tidskrifter.

## Författarskap
Christine Nöstlinger var en av de viktigaste tyskspråkiga barnboksförfattarna. Hennes böcker har översatts till mer än 20 språk och hon vann flera eftertraktade internationella priser såsom H.C. Andersen-medaljen och Litteraturpriset till Astrid Lindgrens minne. Flera av hennes böcker har blivit filmer. 
Nöstlinger debuterade som barnboksförfattare 1970 när hon som småbarnsförälder sökte efter en möjlighet att arbeta hemifrån. Hon hade sin konstnärliga utbildning och bestämde sig för att göra en bilderbok, Die feuerrote Friederike, på sv. Eldröda Elvira. Boken vann ett pris i Tyskland, dock inte för bilderna utan för själva berättelsen. Priset gav hennes självförtroende att fortsätta på den inslagna vägen och bli barnboksförfattare.
Christine Nöstlinger skrev utifrån barnens behov och perspektiv. Hennes böcker handlar ofta om utanförskap, ensamhet och identitetssökande. Temat auktoritet och uppfostran är återkommande hos Nöstlinger. Hon var kritisk till den auktoritära uppfostran som hon såg i sin barndoms Wien och som började ifrågasättas allt mer under 70-talet. I intervjuer talar hon gärna om sin syn på fostran. Hon förordade en fostran genom goda förebilder framför en traditionell uppfostran med pekpinnar och straff.
Nöstlingers författarskap ligger i linje med den realistiska barn- och ungdomslitteraturen som växte fram på 70-talet. Hon sa att barnen lever i samma värld som de vuxna och det är en fråga om ärlighet att inte skönmåla den. Hennes huvudpersoner möter vardagliga svårigheter såsom problem i skolan, mobbing bland barnen, bråk med bästa kompisen eller föräldrarnas äktenskapsproblem. Att det förekom skilsmässor i barnlitteratur var ganska nytt på 70-talet och väckte kritik i början av Nöstlingers karriär.
Nöstlingers böcker är skrivna med värme och inlevelse i huvudpersonernas situation och känslor. Humor är en viktig ingrediens. 
Christine Nöstlinger tar ofta upp samhällskritiska och politiska frågor i sina böcker och engagerar sig i samhällsdebatten för mänskliga rättigheter och mot utanförskap och främlingsfientlighet. 1997–1998 var Nöstlinger hedersordförande i SOS Mitmensch, en österrikisk människorättsorganisation med systerorganisationer i flera europeiska länder.